# Tor Ørvig
Tor Ørvig, född 27 september 1916 i Bergen, död 27 februari 1994 i Täby församling, Stockholms län, var en norsk-svensk paleontolog. Han var sedan 1948 gift med Mary Ørvig. 
Ørvig, som var son till skeppsredare Olaf Ørvig och Aslaug Schetelig, blev candidatus magisterii i Oslo 1942 och doctor philosophiæ 1951 på avhandlingen Histologic studies of placoderms and fossil elasmobranchs 1. Han blev extra ordinarie intendent vid paleozoologiska sektionen på Naturhistoriska riksmuseet i Stockholm 1954, intendent 1960, förste intendent 1965 samt var professor och sektionsföreståndare där 1973–1982. Han utforskade främst hur hårdvävnaderna (fjäll, tänder, skelett) utvecklades hos de tidiga ryggradsdjuren. Han invaldes som ledamot av Kungliga Vetenskapsakademien 1979.